# Toxorhina tonkouiana
Toxorhina tonkouiana är en tvåvingeart som beskrevs av Alexander 1958. Toxorhina tonkouiana ingår i släktet Toxorhina och familjen småharkrankar. Inga underarter finns listade i Catalogue of Life.